# Hating Alison Ashley
Hating Alison Ashley é um filme australiano de 2005 dirigido por Geoff Bennett, baseado no romance Hating Alison Ashley, de Robin Klein.

## Sinopse
O filme é estrelado por Saskia Burmeister, como Erica Yurken, que sonha com uma vida melhor e um estrelato; e por Delta Goodrem como Alison Ashley a rival de Erica.
Na escola, Erica não é muito popular. Ela senta-se sozinha na sala de aula, mas quando Alison chega, tudo muda. Erica em primeiro lugar está desesperada para ser amiga de Alison, mas logo muda de ideia, e elas, então, se tornam rivais.
Eles têm argumentos continuamente ao longo do ano, especialmente quando Erica beija Barry, o interesse de Alison amor, mas, eventualmente, as duas se tornam amigas no acampamento quando Erica descobre que Alison não viver a vida perfeita que ela imaginava.

## Elenco
- Saskia Burmeister é Erica "Erk" Yurken
- Delta Goodrem é Alison Ashley
- Jean Kittson é Sra. Nigella Belmont
- Tracey Mann é Mum Yurken
- Richard Carter é Lennie Grubb
- Craig McLachlan é Jeff Kennard
- Rachael Carpani é Valjoy Yurken
- Holly Myers é Sra. Lattimore
- Anthony Cleave é Harley Yurken
- Abigail Gudgeon é Jedda Yurken
- Alexander Cappelli é Barry Hollis
- Babs McMillan é Sra. Orlando
- William Ten Eyck é Sr. Cheale
- Frank Bren é Sr. Nicholson
- Leah De Neise é Chrystal
- Noosha D'Cruze é Nicole
- Katie Fitchett é Margeart Collins
- Fabio Motta é Oscar
- Lucy Gould é Lucy
- Brooke Tomlinson é Vicky
- André De Vanny é Tom
- Jonathan Burton é Chook
- Justin Fenech é Justin
- Rachel Jessica Tan é Sarah
- Maria Angelico é Sophie
- Mark Benedicto é Muzza
- James Sorensen é James
- Damien Bodie é Damo

## Música
- 1."Stockholm Syndrome" - Blink-182
- 2."Mr Es Beautiful Blues" - The Eels
- 3."Don't Tell Me" - Gabriella Cilmi
- 4."Maybe" - Daniel Merriweather (feat. Lee Sissing)
- 5."Green Eyed World" - The Blips (feat. Amiel)
- 6."Cyclone" - Dub Pistols
- 7."Trashed" - Jacket
- 8."Lifting The Veil From The Braille" - The Dissociatives
- 9."Come Clean" - Hilary Duff
- 10."Sorry" - Gabriella Cilmi
- 11."I See You Baby" - Groove Armada
- 12."Lighthouse" - The Waifs
- 13."Mini Morris Parts 1 And 2" - Cezary Skubiszewski and Paul Mac
- 14."Shining Bright" - Karishma